# Notophthiracarus hammerae
Notophthiracarus hammerae är en kvalsterart som beskrevs av Wojciech Niedbała 1987. Notophthiracarus hammerae ingår i släktet Notophthiracarus och familjen Phthiracaridae. Inga underarter finns listade i Catalogue of Life.